# Fehmarnsundtunnel
Der Fehmarnsundtunnel soll die Insel Fehmarn mit dem schleswig-holsteinischen Festland verbinden und als Absenktunnel den Fehmarnsund unterqueren. Der Tunnel wird in vier Röhren die Bundesstraße 207 mit vier Fahrstreifen und die Bahnstrecke Lübeck–Puttgarden mit zwei Streckengleisen aufnehmen. Die Inbetriebnahme soll nun verspätet im Jahre 2032, gleichzeitig mit der des Fehmarnbelttunnels, erfolgen.

## Ausgangslage
Der Staatsvertrag von 2008 zwischen Deutschland und Dänemark sieht vor, dass auf deutscher Seite die Hinterlandanbindung zur festen Fehmarnbeltquerung ausgebaut werden soll. Die Fehmarnsundquerung sollte davon ausgenommen bleiben: Auf der Fehmarnsundbrücke sollte die Straßenverbindung zweistreifig und die Eisenbahnstrecke eingleisig bleiben.

## Entscheidungsfindung
Die Notwendigkeit einer Ertüchtigung wurde durch einen Belastungstest der Fehmarnsundbrücke im Jahr 2010 und durch ein Gutachten der Deutschen Bahn vom Dezember 2012 belegt. Demnach sei die Konstruktion der vorhandenen Fehmarnsundbrücke nicht in der Lage, die höheren Belastungen nach der Eröffnung der Festen Fehmarnbeltquerung aufzunehmen.
Für den Bundesverkehrswegeplan 2030 meldete die schleswig-holsteinische Landesregierung den Neu- oder Ausbau einer Fehmarnsundquerung an, da sie die Fehmarnsundbrücke für ein Nadelöhr der deutschen Hinterlandanbindung hielt.
In Abstimmung zwischen dem Bundesministerium für Verkehr und digitale Infrastruktur, dem Ministerium für Wirtschaft, Verkehr, Arbeit, Technologie und Tourismus des Landes Schleswig-Holstein und DB Netz wurden vier Varianten einer Vorplanung unterzogen:
- Neubau einer kombinierten Brücke für Schiene und Straße
- Neubau zweier getrennter Brücken
- Neubau eines kombinierten Absenktunnels
- Neubau eines Bohrtunnels mit mindestens vier Röhren

Vorgesehen waren jeweils eine zweigleisige Bahnstrecke sowie eine vierstreifige Straßenverbindung; die Beibehaltung der vorhandenen Fehmarnsundbrücke für den lokalen Kraftfahrzeug-, Rad- und Fußverkehr wurde mit untersucht.
Am 13. November 2019 stellte die Deutsche Bahn in einer Sondersitzung des „Dialogforums Feste Fehmarnbeltquerung“ vier Vorzugsvarianten für die geplante neue Querung des Fehmarnsundes öffentlich vor. In der Folge befassten sich das „Dialogforum Feste Fehmarnbeltquerung“ und ein von diesem eingesetzter „Runder Tisch Fehmarnsundquerung“ mit den Auswirkungen der verschiedenen Varianten. Im Ergebnis der Diskussion wurde der Bau eines Absenktunnels unter Beibehaltung der Fehmarnsundbrücke befürwortet. Am 3. März 2020 gaben das Bundesverkehrsministerium, das Land Schleswig-Holstein und die Deutsche Bahn bekannt, sich für einen Absenktunnel für Straße und Schiene entschieden zu haben (geschätzte Kosten: 714 Mio. Euro). Die bestehende Fehmarnsundbrücke soll erhalten bleiben.

## Baugrunduntersuchung
Im April 2021 begannen im Fehmarnsund die Arbeiten zur Erkundung des Baugrundes. Es wurden Bohrungen bis in eine Tiefe von 63 Metern abgeteuft. An Land wurden 210 Bohrungen durchgeführt, in der Ostsee 27. Die Arbeiten wurden bis Februar 2024 abgeschlossen. Ziel war es, genauere Erkenntnisse über die Beschaffenheit der Bodenschichten im Verlauf der geplanten Tunnelachse zu gewinnen.

## Planfeststellung
Das Planfeststellungsverfahren läuft. Die Unterlagen sollen von Juli bis August 2025 öffentlich ausgelegt werden. Der Baubeginn wurde zuletzt von der Deutschen Bahn auf Anfang 2026 terminiert, wobei mit zweieinhalb bis drei Jahren Bauzeit gerechnet wurde. Damit sollte der Absenktunnel bis 2029 zeitgleich zum Fehmarnbelttunnel in Betrieb gehen.

## Terminplan
Nach einer Einschätzung des Eisenbahn-Bundesamtes von Juli 2025 könnte sich die Fertigstellung jedoch bis Ende 2032 verzögern. Die Behörde gibt an, dass „die Bauzeit für das Tunnelbauwerk und der Anschlussinfrastruktur […] mitsamt der Inbetriebnahme ca. 6 Jahre und 5 Monate“ betrage.
Die DB AG teilte am 23. Juli 2025 dem Bundesministerium für Verkehr mit, dass sich die Fertigstellung der Hinterlandanbindung für die feste Fehmarnbeltquerung über den bisher angestrebten Termin 2029 hinaus verzögern wird. Das BMV hat daraufhin im Sinne des Artikel 22 des Staatsvertrags den dänischen Vertragspartnern vorgeschlagen, dass die Vorhabenträgerinnen Femern A/S und DB InfraGO AG einen an die geänderten, aktuellen Rahmenbedingungen angepassten Inbetriebnahmetermin abstimmen.